# São Pedro do Ivaí
São Pedro do Ivaí é um município brasileiro do estado do Paraná, localizando-se na região norte do estado. Sua população, conforme estimativas do IBGE de 2018, era de 10 915 habitantes.

## Geografia

### Hidrografia
- Rio Ivaí

### Rodovias
- BR-359
- BR-467

## Administração
- Prefeito: Maria Regina Della Rosa Magri (2021/2024)

- Vice-prefeito: Valdir Magri

- Presidente da câmara: José Carlos de Souza